# Samba-enredo
La Samba-enredo, también llamada samba de enredo, es un subgénero de la samba. Las sambas-enredos son compuestas específicamente para el desfiles de carnaval de escuelas de samba. La samba-enredo está formada por letras y melodía creadas a partir de temas elegidos, cada año, para el desfile de cada escuela. La letra contiene un "enredo" (en español: "trama" o "argumento") o sea, una narrativa - preferentemente con un inicio, medio y final - a partir de la cual se elabora todo el libreto del espectáculo. 
Antes los primeros "sambas-enrdedos" cantados por las escuelas eran de creación libre y generalmente hablaban de la misma samba o del ambiente de los sambistas. A partir de mediados de la década de 1930, la creación de la competición oficial entre las escuelas de samba de Río de Janeiro llevó a esas agremiaciones a comprometerse con desfiles temáticos. En 1934 surgió el primer estatuto de escuelas de samba, escrito por la recién formada "Unión de Escuelas de Samba"  (UES), destinada a oficializar y reglamentar los desfiles de las escuelas de Río de Janeiro. Se hizo, entonces, obligatoria la adopción de temas nacionales en los desfiles, casi siempre extraídos de la historiografía oficial y con un sesgo verdaderamente patriota. Luego se incluyeron también lugares, personalidades y personajes ligados al cine, teatro y literatura. En los años 1980, también se incluyeron cuestiones sociales y políticas. En 1981,  Já  anos 1980, também a questões sociais e políticas passaram a ser tema dos enredos. Em 1981, la Arranco, de Engenho de Dentro, criticó la falta de libertad para elegir con la samba-enredo "Ou isto ou aquilo" (en español: "O esto o aquello"). De ahí en adelante, varios otros ejemplos se siguieron dando.
Anualmente, las escuelas de samba acostumbran promover concursos internos donde varias canciones son presentadas al públicos en sus cuadras y, normalmente entre los meses de septiembre y octubre, una de ellas es elegida como la "samba-enredo" oficial para el Carnaval del año siguiente. Algunas veces, se opta por fundir dos o más sambas enredos que sean del agrado de los miembros de la escuela. La samba ganadora acompaña a la escuela durante la fase de preparación y los ensayos técnicos hasta su presentación en el desfile de carnaval. Para que una samba sea considerada como una "samba-enredo", la misma debe retratar el enredo elegido por la comisión de carnaval de la escuela. La samba-enredo es una de las categorías utilizadas en la calificación del desfile de las escuelas. La evolución de la escuela depende mucho del desarrollo de la samba y su paso por la avenida. Algunas escuelas prefieren que la samba sea más calmada y otras que sea muy agitada o más romántica. Todo depende del estilo de su desfile que puede cambiar de un carnaval para otro. Las escuelas de samba que tradicionalmente se presentan con una gran cantidad de componentes, en general utilizan un ritmo más acelerado para apurar el movimiento de los danzantes en la avenida y mantener la armonía del conjunto.

## Historia
Se considera que la primera "samba-enredo" fue "O Mundo do Samba" (en español: "El mundo de la Samba") de Unidos da Tijuca, cantado en el desfile de 1933, aunque existen controversias sobre el tema.
Hasta 1947, las escuelas de samba cantaban durante el desfile dos o tres sambas que no habían alusión al enredo. Se cantaba un refrán definido anteriormente y, durante el desfile, se hacían improvisaciones. En 1946, la institución que organizaba los desfiles en esa época, prohibió la improvisación exigiendo que todas utilizen la samba-enredo que ya había sido adoptado por algunas escuelas. Se hizo famoso, ese año, el caso de la escuela de samba Prazer da Serrinha, que ensayó la samba-enredo "Conferência de São Francisco" (de Silas de Oliveira y Mano Décio da Viola) pero, en el momento del desfile, terminó presentando una samba de terreiro, lo que le dio una mala ubicación y precipitó la aparición de la disidente Império Serrano, al año siguiente.
La primera "samba-enredo" grabada fue "Exaltação a Tiradentes" (en español: "Exaltación a Tiradentes"), de Fernando Barbosa Júnior y Mano Décio da Viola, Estanislau Silva e Penteado, cantado por Roberto Silva. Con el título reducido únicamente a "Tiradentes", fue compuesta para el carnaval de 1955 pero tuvo poca repercusión. Originalmente, la samba ya había sido presentada por Império Serrano en 1949. En 1967, la samba-enredo de Mangueira "O Mundo Encantado de Monteiro Lobato" tuvo éxito en todo el país en la grabación de Eliana Pittman, estimulando el lanzamiento del primer álbum de "sambas-enredos", que incluía todas las sambas de ese año, en 1968 titulado "Festival do Samba".